# Billy Bishop

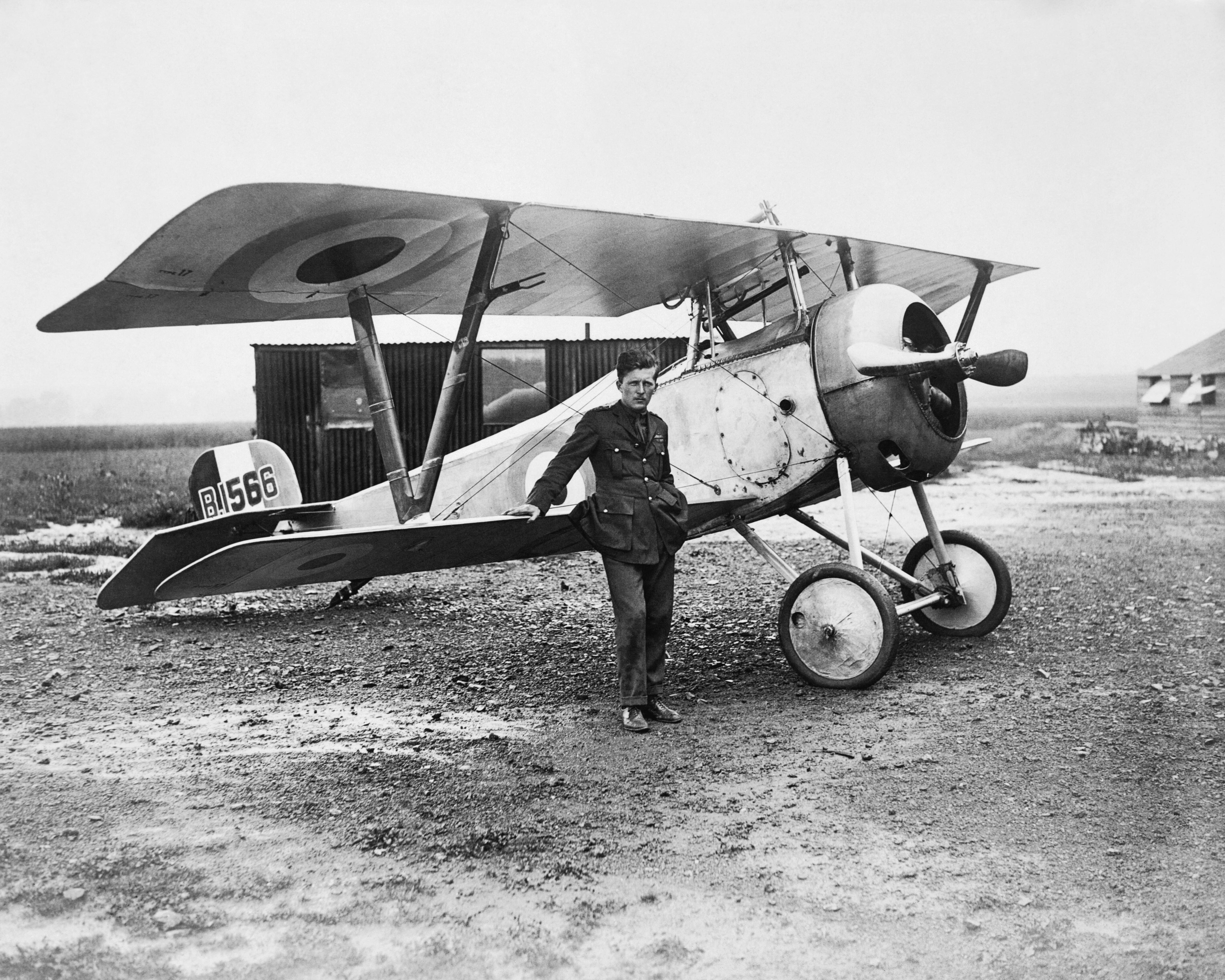
Bishop voor zijn Nieuport 17 Scout in Filescamp, Frankrijk

Billy Bishop (Owen Sound, 8 februari 1894 - West Palm Beach, 11 september 1956) was een Canadees piloot tijdens de Eerste Wereldoorlog. Hij had 72 officiële overwinningen, het hoogste aantal voor een piloot uit het Britse Rijk. Daarvoor behaalde hij de status voor Vliegende aas.
Toen de Eerste Wereldoorlog uitbrak, verliet hij de militaire school waar hij les volgde om het Mississauga Horse-regiment te vervoegen. Hij werd officier, maar toen zijn regiment overzee gestuurd werd, was hij ernstig ziek. In juni 1915 vertrok hij uiteindelijk naar Engeland.
Een maand later, gefrustreerd omdat er geen actie was voor de cavalerie, werd hij overgeplaatst naar de Royal Flying Corps als verkenner. In 1916 werd hij naar Frankrijk overgeplaatst. Tijdens een vlucht stootte hij zijn knie, de enige verwonding die hij opliep tijdens de oorlog.
In april van het daaropvolgende jaar beweerde hij 25 vijandige toestellen neergehaald te hebben, wat hem het Military Cross en een bevordering tot kapitein opleverde. Op 30 april overleefde hij een ontmoeting met Manfred von Richthofen, de Rode Baron, en kreeg hij een onderscheiding vanwege het neerhalen van twee vijandige toestellen, toen hij door vier Duitsers aangevallen werd.
Hij ontving ook het Victoria Cross om een aantal vliegtuigen neergeschoten te hebben tijdens een soloactie achter vijandige linies. Omdat alle archieven van zowel de Duitse als de geallieerde kant verdwenen zijn, is het onmogelijk om de juistheid van de door hem vermelde aantallen te achterhalen.
Toen hij terug in Canada aankwam, werd hij onthaald als een held en werd het moreel van het Canadese volk weer opgekrikt. De mensen waren de oorlog immers meer dan moe.
De Canadese overheid werd bang dat zijn eventuele dood een slecht effect zou hebben op het moreel. Daarom werd hij in juni 1918 teruggeroepen naar Engeland om daar het Canadian Flying Corps te helpen organiseren, een opdracht waar hij niet blij mee was.
Tegen het einde van de oorlog had hij 72 overwinningen in de lucht behaald. Hij werd erkend als de leidende piloot uit het Britse Rijk, en de tweede na de Franse luitenant René Fonck met 75 overwinningen.

## Onderscheidingen
- Victoria Cross op 11 augustus 1917[2][3]
- Lid in de Orde van het Bad op 8 juni 1944[4][5]
- Orde van Voorname Dienst (DSO) op 18 juni 1917[3][6][7]
  - Gesp op 26 september 1917[8]
- Military Cross op 26 mei 1917[3][9]
- Distinguished Flying Cross op 2 juli 1918[3][10]
- Mentioned in dispatches[4] in 1918[3]
- Canadian Efficiency Decoration[4][3]
- Canadian Volunteer Service Medal[4][3]
- Ridder in het Legioen van Eer op 4 november 1918[3][3][11]
- Oorlogskruis 1914 - 1918 met Palm op 2 november 1918[3][12]
- 1914-15 Ster[4] in 1918[3]
- Britse Oorlogsmedaille[4] in 1918[3]
- Overwinningsmedaille in 1918[3]
- Medaille voor het Zilveren Jubileum van George V in 1935[3]
- Medaille voor de Kroning van George VI in 1937[3]
- War Medal 1939-1945[4] in 1945[3]
- Herinneringsmedaille ter gelegenheid van de kroning van H.M. Koningin Elizabeth II van Groot-Brittannië in 1953[3]

## Luchtoverwinningen
- (en)  The Aerodrome.com: lijst van de luchtoverwinningen van Billy Bishop.